# 천푸
천푸(중국어: 陈蒲, 1997년 1월 15일 ~ )은 중국의 축구 선수로 포지션은 왼쪽 윙어이며 현재 중국 슈퍼리그 산둥 타이산 소속이다.